# Chuck Arnold
Chuck Arnold fou un pilot estatunidenc de curses automobilístiques nascut el 30 de maig del 1926 a Stamford (Connecticut). Arnold va córrer esporàdicament a la Champ Car a les temporades 1959-1968, incloent-hi la cursa de les 500 milles d'Indianapolis del 1959. Chuck Arnold va morir el 4 de setembre del 1997 a Santa Ana (Califòrnia).

## Resultats a la Indy 500
| Any    | Cotxe  | Sortida | Vel. mitjana | Ranquing | Final  | Voltes | V. líder | Retirat   |
| ------ | ------ | ------- | ------------ | -------- | ------ | ------ | -------- | --------- |
| 1959   | 71     | 21      | 142.118      | 25       | 15     | 200    | 0        | Va acabar |
| Totals | Totals | Totals  | Totals       | Totals   | Totals | 200    | 0        |           |

| Curses       | 1 |
| Poles        | 0 |
| Voltes líder | 0 |
| Victòries    | 0 |
| Top 5        | 0 |
| Top 10       | 0 |
| Retirades    | 0 |

## A la F1
El Gran Premi d'Indianapolis 500 va formar part del calendari del campionat del món de la Fórmula 1 entre les temporades 1950 a la 1960. Els pilots que competien a la Indy durant aquests anys també eren comptabilitzats pel campionat de la F1. Chuck Arnold va participar en 1 cursa de F1, debutant al Gran Premi d'Indianapolis 500 del 1959.
Palmarès
- Participacions: 1
- Poles: 0
- Voltes Ràpides: 0
- Victòries: 0
- Pòdiums: 0
- Punts vàlids per la F1: 0